# Qiwi

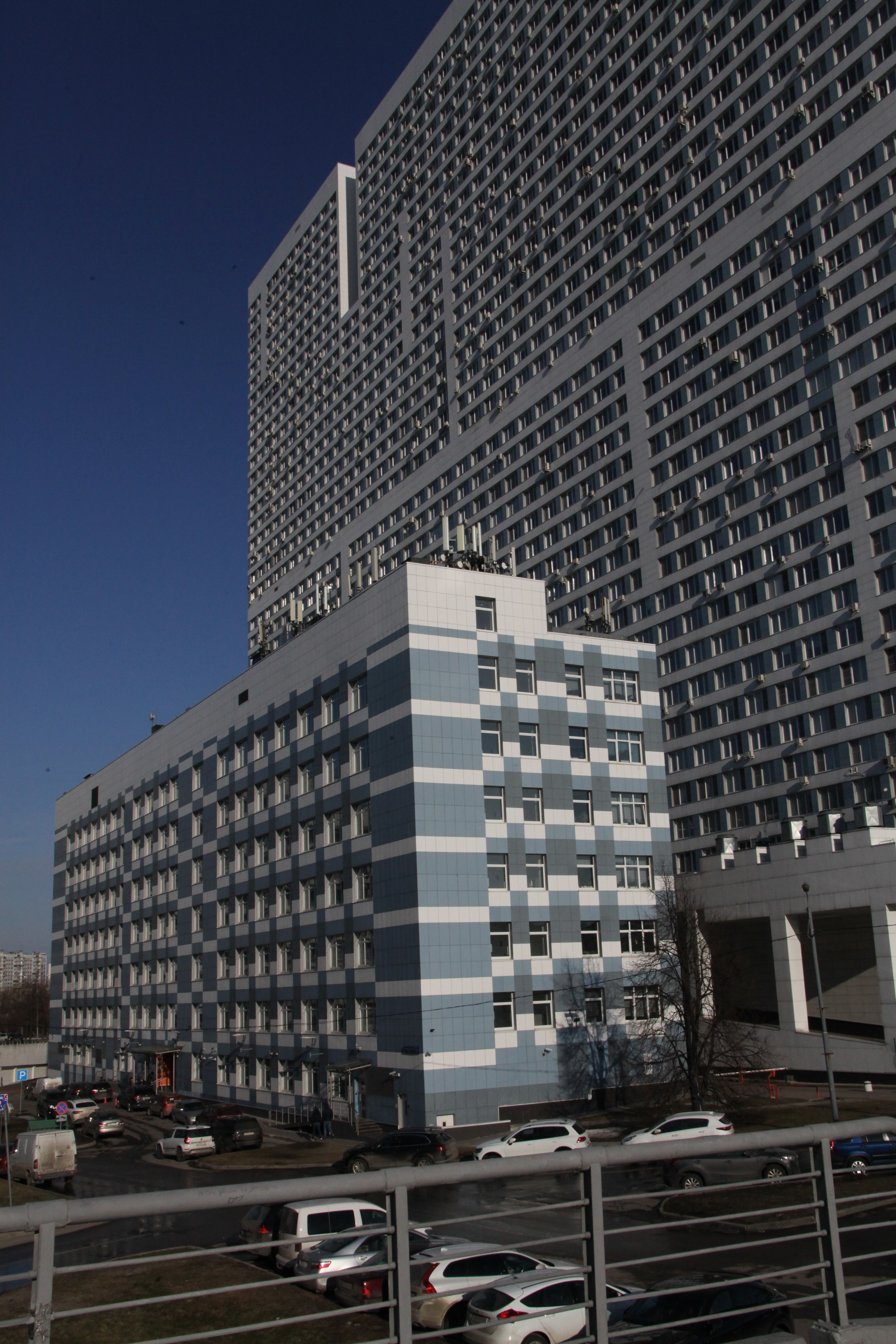
Qiwi-Hauptquartier (2023)

Qiwi plc war ein vor allem in Russland und den GUS-Staaten aktiver Anbieter von Zahlungs- und Finanzdienstleistungen mit Sitz in Nikosia, Zypern. Nach dem Entzug der Banklizenz im Hauptmarkt Russland stellte das Unternehmen am 21. Februar 2024 die Tätigkeit ein.
Unter dem Dach des Mutterkonzerns Qiwi PLC befand sich das gleichnamige Zahlungssystem QIWI, die QIWI Bank, das Geldtransfersystem CONTACT und ein auf Rechnungslegung spezialisierter Dienstleister namens Factoring PLUS. Das Unternehmen betreute nach eigenen Angaben im Jahr 2021 16,6 Millionen Kundenkonten als sogenannte „Wallets“ (deutsch: „Geldbörsen“), welche die Funktion einer digitalen Kreditkarte erfüllten. Darüber hinaus betrieb die Firma knapp 106.000 Terminals und Zahlungspunkte.

## Geschichte
Die QIWI Gruppe wurde im Jahr 2007 von Sergey Solonin, Boris Kim und Andrey Romanenko in Moskau gegründet. 2013 ging das Unternehmen an die Börse und wurde seit dem an der NASDAQ gelistet. In den darauf folgenden Jahren wurde das Geschäftsmodell durch Akquisen sukzessive ausgebaut. So wurde 2015 Überweisungsdienstleister namens Contact übernommen, welcher vor allem im internationalen Zahlungsverkehr aktiv war. 2017 folgte die Übernahme der Software und aller Namensrechte an den Banken Rocketbank und Toschka (то́чка) vom Konkurrenten Otkrytije Bank übernommen, und im Jahr darauf eine umfangreiche Kooperation in Form eines Joint Venture mit Otkrytije angekündigt.
Eine überregionale Bekanntheit erlangte das Unternehmen im Mai 2022, als die Hackergruppe Network Battalion 65 (NB65) behauptete, die Server des Zahlungssystems vom Typ Hyper-V-Cluster heruntergefahren und deren Inhalt verschlüsselt zu haben. Dabei sollen auch die Kontodaten von 12,5 Millionen Kunden exfiltriert und circa 10,5 Terabyte an Backups vernichtet worden sein.
Im Sommer 2023 restrukturierte sich das Unternehmen vor dem Hintergrund der Sanktionen im Kontext des Ukrainekrieges und trennte das Russlandgeschäft von den internationalen Tätigkeiten. Ziel hierbei war es, einem Ausschluss aus dem NASDAQ zuvor zu kommen. Der Markt in Russland wurde unter dem Dach einer neu gegründeten Qiwi JSC mit Sitz in Moskau fortgeführt. Für den internationalen Teil mit dem Hauptgeschäftsfeld in Kasachstan war weiterhin der zypriotische Unternehmensteil verantwortlich.
Ab dem 26. Juli 2023 beschränkte die Bank entsprechend der Forderungen der Russischen Zentralbank die Möglichkeit von Geldüberweisungen in Russland auf 1.000 Rubel pro Monat. Wobei die wesentliche Funktionalität der ausgegebenen Kreditkarten im Zahlungsverkehr zum Bezahlen im Alltag unbegrenzt blieb.
Am 21. Februar 2024 annullierte die Zentralbank von Russland die Banklizenz des Unternehmens. Formal soll Qiwi systematisch und wiederholt gegen Antigeldwäschegesetze verstoßen haben. Die internationalen Partner terminierten daraufhin die Zusammenarbeit. Nutzer verloren den Zugriff auf ihre Konten, die Kreditkarten und Zahlungsterminals gingen außer Betrieb und die russischen Konten sollen von der Bank Uralsib (russisch Уралсиб) als Treuhänder abgewickelt werden.